# Carl Malumud

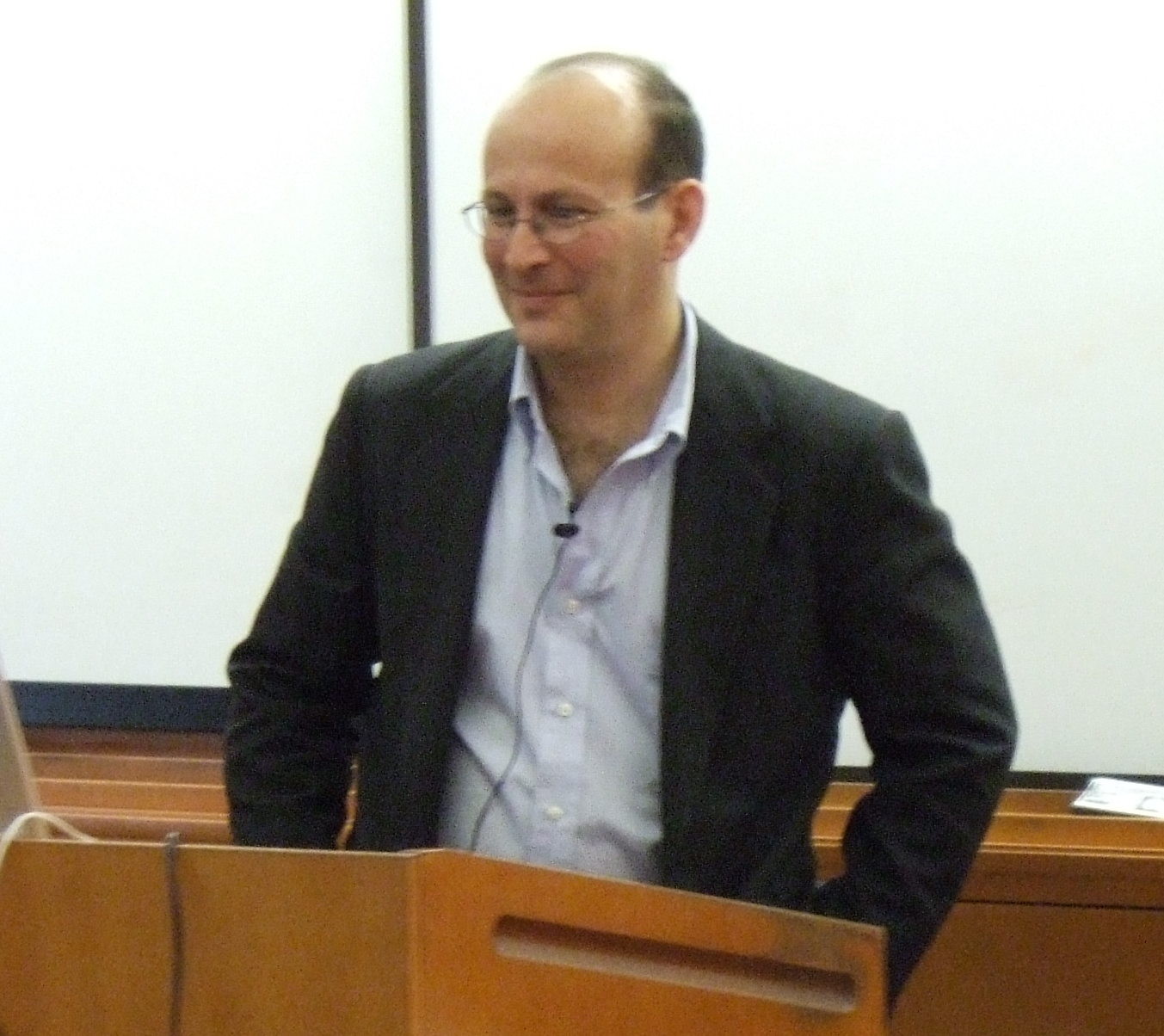
Carl Malamud disertando en la UC Berkeley iSchool sobre "(Re-)definir el dominio público", 17 de octubre de 2007.

Carl Malamud nació en 1959, es un tecnólogo, escritor y defensor de dominio público, actualmente es conocido por su fundación public.resource.org. Fue el fundador del "Servicio de Multidifusión de Internet", durante su tiempo con este grupo fue el responsable de la creación de la primera estación de radio por Internet, además desarrolló la base de datos EDGAR de la Securities and Exchange Commission en línea, y también creó la Exposición Mundial de Internet (1996).
Es un pionero temprano del desarrollo de Internet, él es el autor de muchos libros de principios acerca de las redes, tales como "análisis de redes Novell" y "Redes y Arquitecturas DEC".
Malamud es el autor de ocho libros, incluyendo Explorando Internet y una feria mundial. Fue profesor visitante en el Laboratorio de medios del MIT y fue el expresidente del Internet Software Consortium. También fue el cofundador de mundos invisibles, era un miembro del Centro para el Progreso Americano, y fue miembro del consejo de la Fundación sin fines de lucro Mozilla. 

## Protector del Dominio Público
Recientemente Malamud puso en marcha el proyecto sin fines de lucro public.resource.org , con sede en Sebastopol, California, para trabajar por la publicación de información de dominio público de locales, estatales y agencias del gobierno federal. Entre sus logros han sido la digitalización de 588 películas gubernamentales para los sitios Internet Archive y Youtube. La publicación de 5 millones de páginas de la Oficina de Imprenta del Gobierno de Estados Unidos y de persuadir el estado de Oregón para no hacer valer los derechos de autor sobre sus estatutos legislativos. 
Ha sido activista en el cuestionamiento de los reclamos de derechos de autor en el estado de California publicando copias en línea de los códigos de criminalidad, plomería y construcción. 
También ha cuestionado la política de gestión de la información de Smithsonian Networks, convencido a C-SPAN de liberalizar su archivo de vídeo de políticas de acceso, y comenzando a a publicar decisiones judiciales. En 2009 él mismo propuso, a través de la campaña "Yes We Scan", como la impresora pública de los EE. UU., la cabeza de la Oficina de Impresión del Gobierno. 
Actualmente lidera un proyecto, bajo la bandera de Law.gov, para poner en línea todas los principales materiales legales (incluidos los códigos legales y jurisprudencias) para su acceso público y abierto.

## Reconocimiento
En 2009 Malamud recibió el Premio EFF Pioneer de la Electronic Frontier Foundation por ser un defensor del dominio público.